# Nikita Ivanov
Nikita Yúrievich Ivanov –en ruso, Никита Юрьевич Иванов– (Michúrinsk, URSS, 18 de abril de 1986) es un deportista ruso que compitió en boxeo.
Ganó dos medallas en el Campeonato Europeo de Boxeo Aficionado, oro en 2013 y plata en 2011, en el peso semipesado.

## Palmarés internacional
| Campeonato Europeo | Campeonato Europeo  | Campeonato Europeo | Campeonato Europeo |
| Año                | Lugar               | Medalla            | Categoría          |
| ------------------ | ------------------- | ------------------ | ------------------ |
| 2011               | Ankara (Turquía)    | Medalla de plata   | 81 kg              |
| 2013               | Minsk (Bielorrusia) | Medalla de oro     | 81 kg              |